# Lecanopteris holttumii
Lecanopteris holttumii är en stensöteväxtart som beskrevs av Elbert Hennipman. Lecanopteris holttumii ingår i släktet Lecanopteris och familjen Polypodiaceae. Inga underarter finns listade.